# کالانی، استرالیای غربی
کالانی (به انگلیسی: Kalannie) یک منطقهٔ مسکونی در استرالیا است که در استرالیای غربی واقع شده‌است.